# Elacatinus
Elacatinus là một chi của Họ Cá bống trắng

## Các loài
Chi này hiện hành có các loài sau đây được ghi nhận:
- Elacatinus atronasus J. E. Böhlke & C. R. Robins, 1968
- Elacatinus cayman Victor, 2014 (Cayman cleaner goby) [1]
- Elacatinus centralis Victor, 2014 (Cayman sponge goby) [1]
- Elacatinus chancei Beebe & Hollister, 1933 (Shortstripe goby)
- Elacatinus colini J. E. Randall & Lobel, 2009
- Elacatinus evelynae J. E. Böhlke & C. R. Robins, 1968 (Sharknose goby)
- Elacatinus figaro I. Sazima (fr), R. L. Moura & R. de S. Rosa, 1997 (Barber goby)
- Elacatinus genie J. E. Böhlke & C. R. Robins, 1968 (Cleaner goby)
- Elacatinus horsti Metzelaar, 1922 (Yellowline goby)
- Elacatinus illecebrosum J. E. Böhlke & C. R. Robins, 1968 (Barsnout goby)
- Elacatinus jarocho M. S. Taylor & Akins, 2007 (Jarocho goby)
- Elacatinus lobeli J. E. Randall & P. L. Colin, 2009
- Elacatinus lori P. L. Colin, 2002
- Elacatinus louisae J. E. Böhlke & C. R. Robins, 1968 (Spotlight goby)
- Elacatinus oceanops D. S. Jordan, 1904 (Neon goby)
- Elacatinus phthirophagus I. Sazima (fr), Carvalho-Filho & C. Sazima, 2008 (Noronha cleaner goby)
- Elacatinus pridisi R. Z. P. Guimarães, Gasparini & L. A. Rocha, 2004
- Elacatinus prochilos J. E. Böhlke & C. R. Robins, 1968 (Broadstripe goby)
- Elacatinus puncticulatus Ginsburg, 1938
- Elacatinus randalli J. E. Böhlke & C. R. Robins, 1968 (Yellownose goby)
- Elacatinus redimiculus M. S. Taylor & Akins, 2007 (Cinta goby)
- Elacatinus serranilla J. E. Randall & P. L. Colin, 2009
- Elacatinus tenox J. E. Böhlke & C. R. Robins, 1968 (Slaty goby)
- Elacatinus xanthiprora J. E. Böhlke & C. R. Robins, 1968